# 晚幼粒細胞
晚幼粒細胞（英語：Metamyelocyte）是正在進行粒細胞生成的細胞，由中幼粒细胞發育而來，並將發育成桿狀核粒細胞。嗜中性球、嗜鹼性球與嗜酸性球都是由各自的晚幼粒細胞發育而來。

## 特色
晚幼粒細胞的特徵為彎曲腎形的細胞核及細胞質的顆粒，與中幼粒細胞相比，其細胞核與細胞質持續縮小，細胞質顆粒已幾乎發育完成，染色質較稠密複雜，另外沒有明顯的核仁。晚幼粒細胞的胞質顆粒與細胞大小已與成熟的粒細胞相似。

## 圖集

造血幹細胞的詳細世系圖
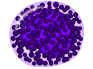
嗜鹼性晚幼粒細胞
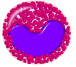
嗜酸性晚幼粒細胞
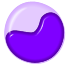
嗜中性晚幼粒細胞

## 外部連結
- eMedicine Dictionary上的Metamyelocyte
- Histology image: 01805ooa – 波士顿大学的组织学学习系统 - "Bone Marrow and Hemopoiesis: bone marrow smear, neutrophilic metamyelocyte and mature PMN"
- Histology image: 75_05 at the University of Oklahoma Health Sciences Center
- Histology at KUMC blood-blood11
- Histology at KUMC blood-blood12
- Interactive diagram at lycos.es
- Slide at marist.edu
- hematologyatlas.com （页面存档备份，存于）